# GP Ouest France-Plouay 2000 (mannen)
De GP Ouest France-Plouay 2000 was de 64ste editie van deze Franse eendaagse wielerkoers en werd verreden op zondag 30 juli over een afstand van 209 kilometer. Tachtig van de 155 gestarte renners bereikten uiteindelijk de finish.

## Uitslag
| GP Ouest France-Plouay 2000 |                    |                       |          |
| Plaats                      | Naam               | Ploeg                 | Tijd     |
| Winnaar                     | Michele Bartoli    | Mapei-Quick Step      | 4u59'25" |
| 2                           | Nico Mattan        | Cofidis               | + 0' 10" |
| 3                           | Walter Bénéteau    | Bonjour-Toupargel     | + 0' 11" |
| 4                           | Tristan Hoffman    | Memorycard-Jack&Jones | z.t.     |
| 5                           | Mario Aerts        | Lotto-Adecco          | + 0' 14" |
| 6                           | Jean-Cyril Robin   | Bonjour-Toupargel     | + 0' 59" |
| 7                           | Maarten den Bakker | Rabobank              | z.t.     |
| 8                           | Bo Hamburger       | Memorycard-Jack&Jones | + 0' 25" |
| 9                           | Thierry Marichal   | Lotto-Adecco          | + 1' 03" |
| 10                          | Serge Baguet       | Lotto-Adecco          | z.t.     |

Bretagne Classic: 1931 · 1932 · 1933 · 1934 · 1935 · 1936 · 1937 · 1938 · 1939 - 1944 · 1945 · 1946 · 1947 · 1948 · 1949 · 1950 · 1951 · 1952 · 1953 · 1954 · 1955 · 1956 · 1957 · 1958 · 1959 · 1960 · 1961 · 1962 · 1963 · 1964 · 1965 · 1966 · 1967 · 1968 · 1969 · 1970 · 1971 · 1972 · 1973 · 1974 · 1975 · 1976 · 1977 · 1978 · 1979 · 1980 · 1981 · 1982 · 1983 · 1984 · 1985 · 1986 · 1987 · 1988 · 1989 · 1990 · 1991 · 1992 · 1993 · 1994 · 1995 · 1996 · 1997 · 1998 · 1999 · 2000 · 2001 · 2002 · 2003 · 2004 · 2005 · 2006 · 2007 · 2008 · 2009 · 2010 · 2011 · 2012 · 2013 · 2014 · 2015 · 2016 · 2017 · 2018 · 2019 · 2020 · 2021 · 2022 · 2023 · 2024
Classic Lorient Agglomération: 1999 · 2000 · 2001 · 2002 · 2003 · 2004 · 2005 · 2006 · 2007 · 2008 · 2009 · 2010 · 2011 · 2012 · 2013 · 2014 · 2015 · 2016 · 2017 · 2018 · 2019 · 2020 · 2021 · 2022 · 2023 · 2024